# Nancy Lynch
Nancy Ann Lynch (* 19. Januar 1948 in Brooklyn) ist eine US-amerikanische Informatikerin und Hochschullehrerin.
Nancy Lynch studierte Mathematik am Brooklyn College und wurde 1972 am Massachusetts Institute of Technology bei Albert Ronald da Silva Meyer promoviert (Relativization in the theory of computational complexity). Danach war sie an der Tufts University, der University of Southern California und Georgia Tech, bevor sie 1982 wieder ans MIT ging. Sie ist dort NEC Professor for Software Science and Engineering und leitet die Forschungsabteilung Verteilte Systeme an der Fakultät für Informatik und Elektrotechnik.
Lynch gilt als anerkannte Expertin für Verteiltes Rechnen und verteilte Systeme (Distributed Systems). Sie bewies gemeinsam mit Seth Gilbert das CAP-Theorem. 2001 und 2007 erhielt sie den Dijkstra-Preis, 2006 den Wijngaarden Preis, 2007 den Knuth-Preis und 2010 den IEEE Emanuel R. Piore Award. Seit 2001 ist sie Mitglied der National Academy of Engineering, seit 2010 der American Academy of Arts and Sciences und seit 2016 der National Academy of Sciences. Außerdem ist sie Fellow der Association for Computing Machinery.
Im Februar 2022 betrug ihr H-Index 78.

## Schriften
- Distributed Algorithms. Morgan Kaufmann, 1996
- mit Michael Merritt, William Weihl, Alan Fekete: Atomic transactions. Morgan Kaufmann, 1994
- mit Dilsun Kaynar, Roberto Segala, Frits Vaandrager: The theory of timed I/O automata. Morgan Kaufmann, 2006
- mit Cynthia Dwork, Larry Stockmeyer: Consensus in the presence of partial synchrony, Journal of the ACM, Band 35, 1988, S. 288–323